# James Hinchcliffe

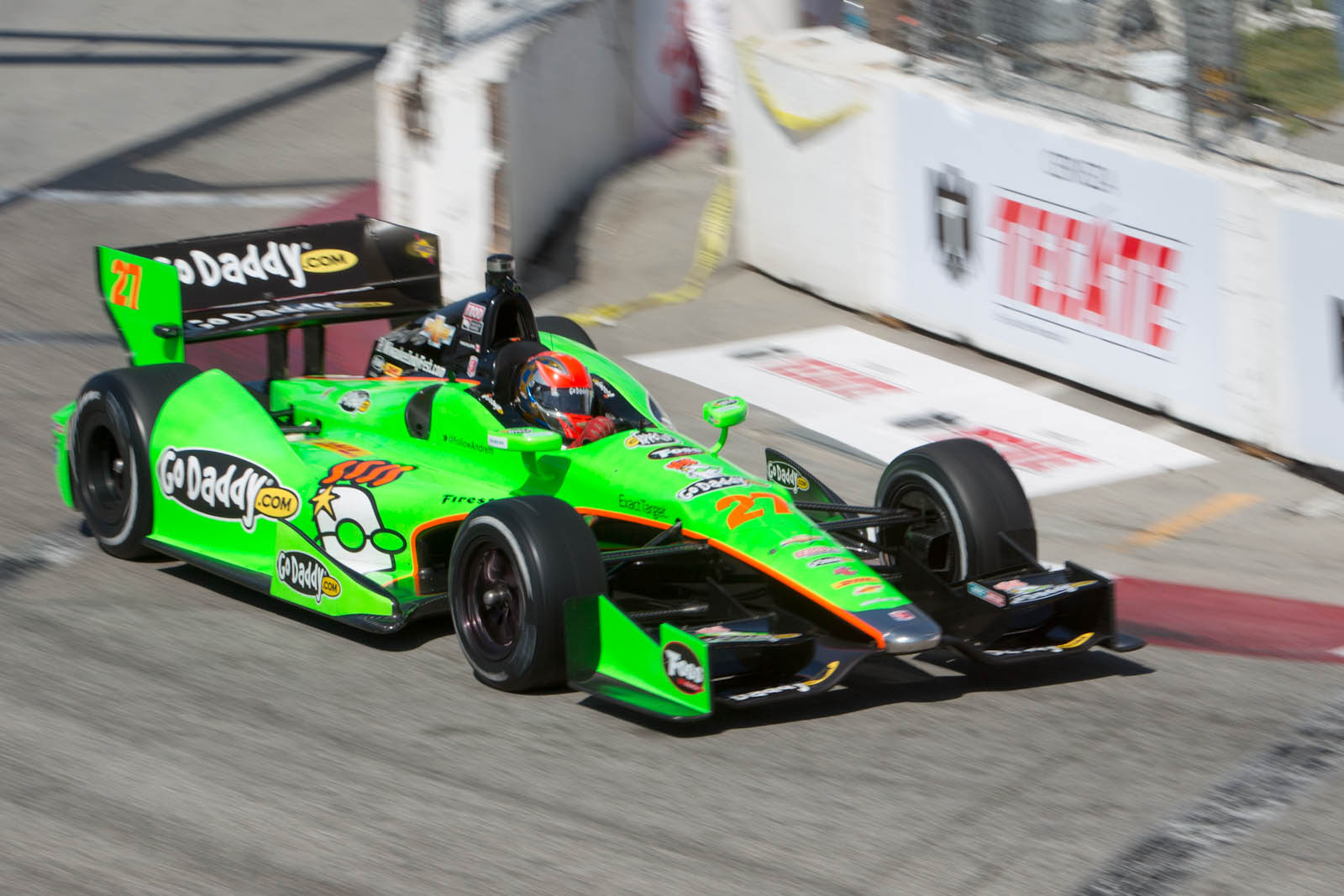
James Hinchcliffe podczas wyścigu w Long Beach w 2012 roku

James Hinchcliffe (ur. 5 grudnia 1986) – kanadyjski kierowca wyścigowy.

## Kariera
Po startach w kartingu, rozpoczął w 2003 rywalizację w pojazdach o otwartym nadwoziu: Bridgestone Racing Academy F2000, Formuła BMW USA, Star Mazda. W 2006 pojawił się w serii Champ Car Atlantic w której startował przez trzy sezony. W 2009 trafił do przedsionka IndyCar – serii Indy Lights. Po pierwszym umiarkowanym sezonie, w drugim odniósł trzy zwycięstwa i zdobył tytuł wicemistrza.
W kwietniu 2011 Hinchcliffe podpisał kontrakt na starty w pozostałych wyścigach sezonu IndyCar w zespole Newman/Haas Racing. Dobre występy spowodowały, że na zakończenie sezonu wygrał klasyfikację na najlepszego nowicjusza sezonu („Rookie of the Year”). W sezonie 2012 zespół Newman/Haas wycofał się z rywalizacji, ale Hinchcliffe znalazł zatrudnienie w zespole Andretti Autosport, w barwach którego dwukrotnie stanął na najniższym stopniu podium i na koniec sezonu uplasował się na ósmej pozycji.
W sezonie 2013 udało mu się odnieść pierwsze zwycięstwa (w sumie wygrał trzy razy), ale jednocześnie w kilku wyścigach odpadał na bardzo wczesnym etapie rywalizacji, co w sumie dało mu ponownie miejsce ósme w klasyfikacji sezonu.

## Starty w karierze
| Sezon     | Seria              | Zespół                          | Starty | PP | Zwyc. | Punkty | Pozycja |
| --------- | ------------------ | ------------------------------- | ------ | -- | ----- | ------ | ------- |
| 2004      | Formuła BMW USA    | AIM Autosport                   | 14     | 4  | 3     | 174    | 2.      |
| 2005      | Star Mazda         | AIM Autosport                   | 12     | 3  | 3     | 433    | 3.      |
| 2006      | Formuła Atlantic   | Forsythe Racing                 | 12     | 1  | 1     | 160    | 10.     |
| 2006/2007 | A1 Grand Prix      | A1 Team Canada                  | 14     | 0  | 0     | 33     | 11.     |
| 2007      | Formuła Atlantic   | Sierra Sierra Enterprises       | 12     | 3  | 0     | 224    | 4.      |
| 2007/2008 | A1 Grand Prix      | A1 Team Canada                  | 6      | 0  | 0     | 75     | 9.      |
| 2008      | Formuła Atlantic   | Forsythe Racing                 | 11     | 2  | 1     | 196    | 4.      |
| 2009      | Indy Lights        | Sam Schmidt Motorsports         | 15     | 0  | 0     | 395    | 5.      |
| 2010      | Indy Lights        | Team Moore Racing               | 13     | 4  | 3     | 471    | 2.      |
| 2011      | IRL IndyCar Series | Newman/Haas Racing              | 16     | 0  | 0     | 302    | 12.     |
| 2012      | IRL IndyCar Series | Andretti Autosport              | 15     | 0  | 0     | 358    | 8.      |
| 2013      | IRL IndyCar Series | Andretti Autosport              | 19     | 0  | 3     | 449    | 8.      |
| 2014      | IRL IndyCar Series | Andretti Autosport              | 18     | 0  | 0     | 456    | 12.     |
| 2015      | IRL IndyCar Series | Schmidt Peterson Motorsports    | 5      | 0  | 1     | 129    | 23.     |
| 2016      | IRL IndyCar Series | Schmidt Peterson Motorsports    | 16     | 1  | 0     | 416    | 8.      |
| 2017      | IRL IndyCar Series | Schmidt Peterson Motorsports    | 17     | 0  | 1     | 376    | 13.     |
| 2018      | IRL IndyCar Series | Schmidt Peterson Motorsports    | 16     | 0  | 1     | 391    | 10.     |
| 2019      | IRL IndyCar Series | Schmidt Peterson Motorsports    | 17     | 0  | 0     | 370    | 12.     |
| 2020      | IRL IndyCar Series | Andretti Autosport              | 6      | 0  | 0     | 138    | 23.     |
| 2021      | IRL IndyCar Series | Andretti Steinbrenner Autosport | 16     | 0  | 0     | 220    | 20.     |

## Starty w Indianapolis 500
| Rok  | Nadwozie | Silnik    | Start | Wynik | Uwagi                  |
| ---- | -------- | --------- | ----- | ----- | ---------------------- |
| 2011 | Dallara  | Honda     | 13    | 29    | Wypadek                |
| 2012 | Dallara  | Chevrolet | 2     | 6     |                        |
| 2013 | Dallara  | Chevrolet | 9     | 21    |                        |
| 2014 | Dallara  | Honda     | 2     | 28    | Wypadek                |
| 2016 | Dallara  | Honda     | 1     | 7     |                        |
| 2017 | Dallara  | Honda     | 17    | 22    | Wypadek                |
| 2018 | Dallara  | Honda     | NK    | -     | Nie zakwalifikował się |
| 2019 | Dallara  | Honda     | 32    | 11    |                        |
| 2020 | Dallara  | Honda     | 6     | 7     |                        |
| 2021 | Dallara  | Honda     | 16    | 21    |                        |